# 너만이
《너만이》는 대한민국의 3인조 혼성그룹 코요태의 디지털 싱글이며, 스페셜 앨범 《Jumping》의 수록곡이다.

## 개요
코요태는 《Koyote Dance Best and 9.5》 제작 당시 10개곡을 받고 이들 중 〈사랑공식〉 · 〈사랑과 전쟁〉 · 〈너만이〉를 녹음하였는데, 〈너만이〉는 수록되지 못하였다. 이후 2008년 디지털 싱글로 공개되었으며, 2009년 《Jumpin'》에 수록되었다.

## 수록곡
| #            | 제목         | 작사         | 작곡         | 편곡         | 재생 시간 |
| ------------ | ------------ | ------------ | ------------ | ------------ | --------- |
| 1.           | 〈너만이〉   | 서정진       | 김세진       | 김세진       | 3:23      |
| 총 재생 시간 | 총 재생 시간 | 총 재생 시간 | 총 재생 시간 | 총 재생 시간 | 3:23      |